# Theretra margarita
Espèce
Theretra margarita est une espèce d'insectes lépidoptères de la famille des Sphingidae, de la sous-famille des Macroglossinae, de la tribu des Macroglossini, de la sous-tribu des Choerocampina et du genre Theretra.

## Description
Imago
L' envergure est d'environ 50 mm. Les imagos ont des ailes antérieures brun pâle, chacune avec une paire de raies, une brun foncé et une blanche, allant de la base au sommet. Les ailes postérieures sont brun uni.
Chenille
Les premiers stades sont verts avec une ligne droite noire jusqu'à la corne caudale, et une paire d'ocelle bleue sur le premier segment abdominal. Les stades suivants ont deux formes de couleurs, vert et brun. Les deux formes ont une paire d'ocelles verts et blancs, une de chaque côté du premier segment abdominal. Elles ont une corne rougeâtre se courbant vers l'arrière très marquée sur le dernier segment.
Chrysalide
Nymphose a lieu dans une mince chrysalide tachetée de brun.

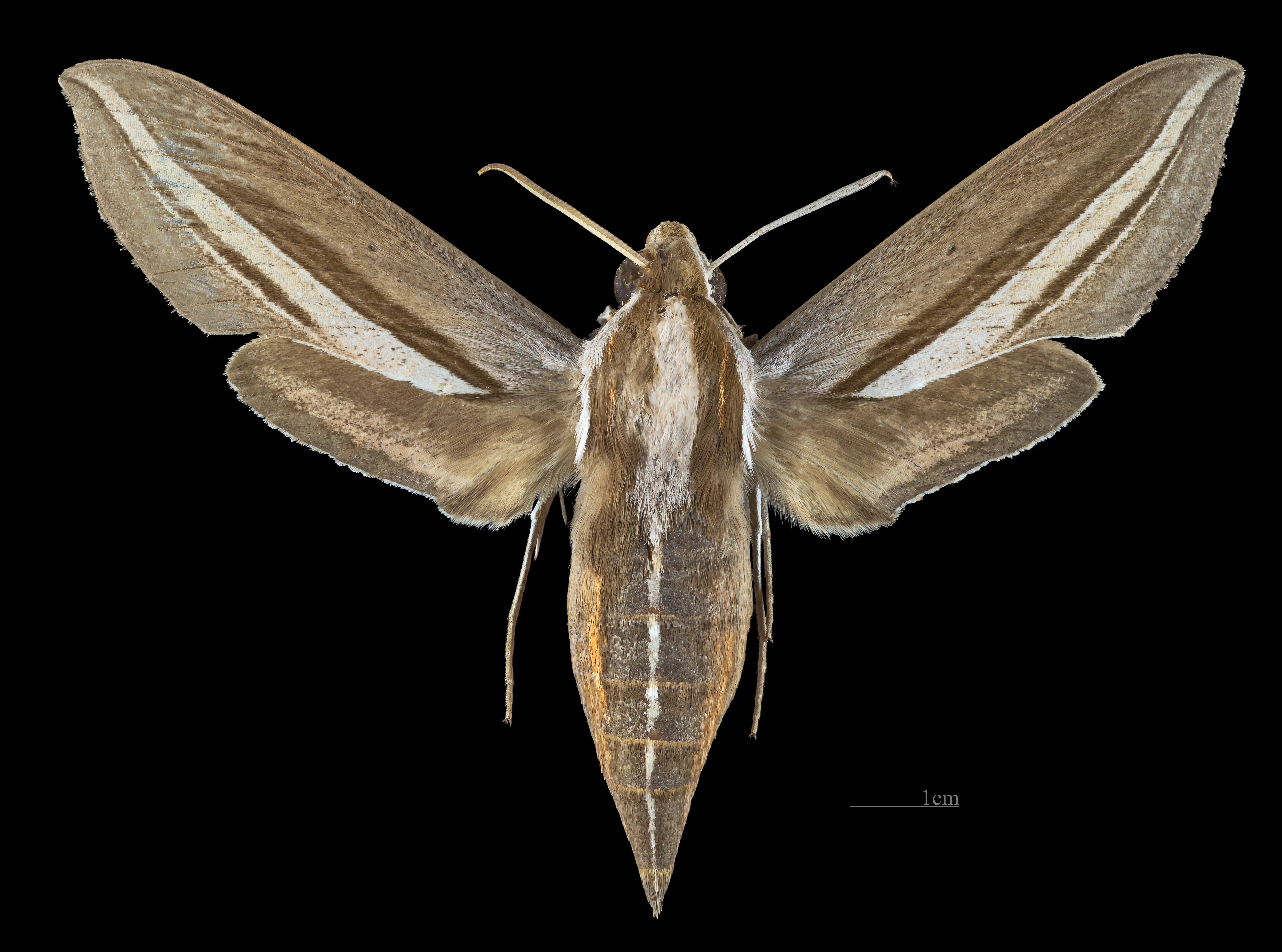
Avers de la femelle (coll.MHNT)
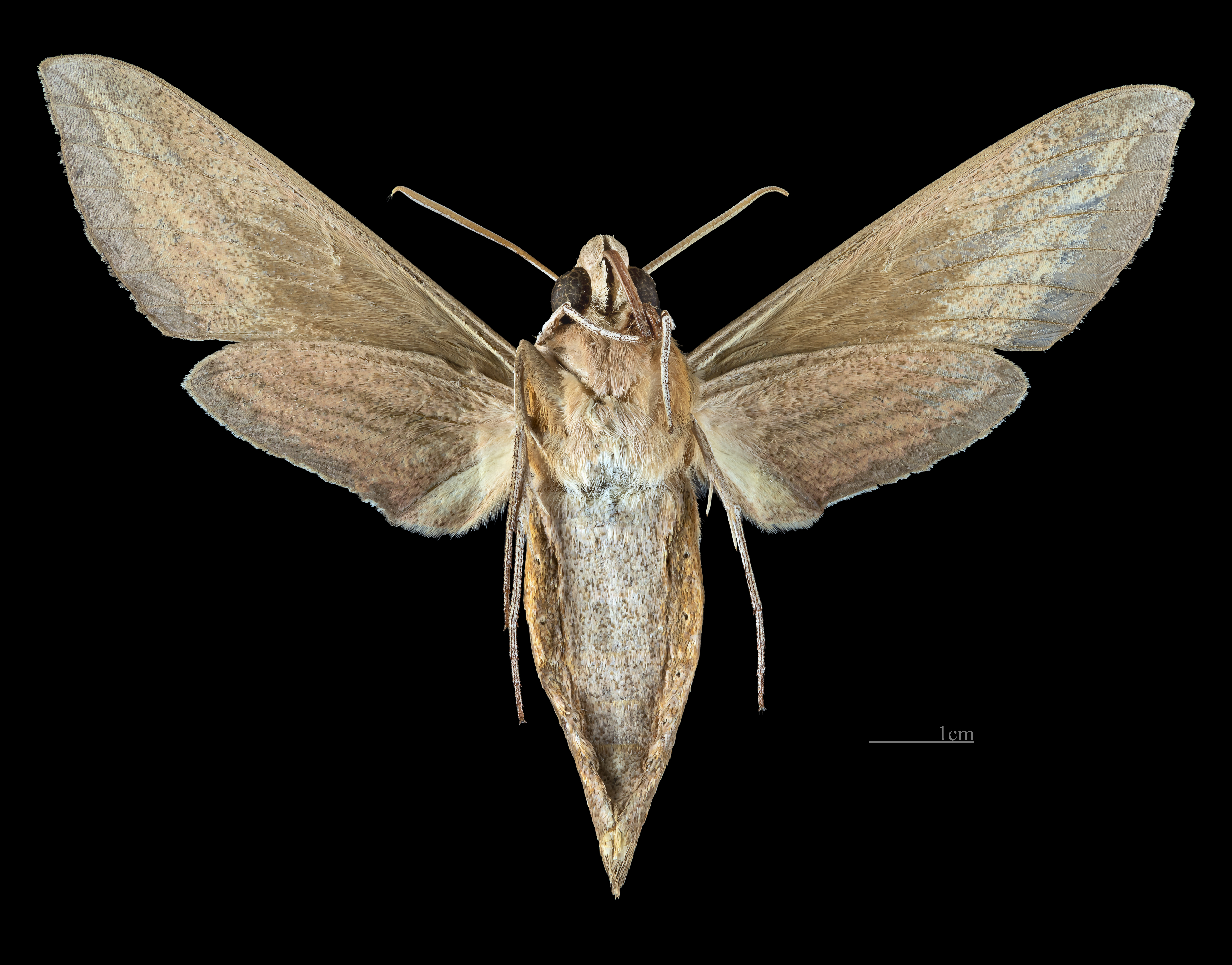
Revers de la femelle (coll.MHNT)

## Biologie
Les chenilles se nourrissent sur Dendrocnide excelsa.

## Répartition et habitat
Répartition
L'espèce est endémique de l'Australie : Territoire du Nord , l’Australie occidentale et Queensland.

## Systématique
- L'espèce Theretra margarita a été décrite par l'entomologiste britannique William Forsell Kirby en 1877.
- La localité type est le Queensland.

### Synonymie
- Chaerocampa margarita (Kirby, 1877) Protonyme